# Such Is Life
Such Is Life é um filme mudo norte-americano de 1915, do gênero drama, dirigido por Joe De Grasse e estrelado por Lon Chaney. O filme é agora considerado perdido.

## Elenco
- Pauline Bush - Polly
- Lon Chaney - Tod Wilkes
- William C. Dowlan - Will Deming
- Olive Carey - Olive Trent
- Felix Walsh